# Lincoln (Maine)
Lincoln – miasto w Stanach Zjednoczonych, w stanie Maine, w hrabstwie Penobscot.